# Hultsjön, Ångermanland
Hultsjön är en sjö i Sollefteå kommun i Ångermanland och ingår i Ångermanälvens huvudavrinningsområde. Sjön har en area på 3,92 kvadratkilometer och ligger 202 meter över havet. Sjön avvattnas av vattendraget Ledingsån (Bruksån).

## Delavrinningsområde
Hultsjön ingår i det delavrinningsområde (699454-155947) som SMHI kallar för Utloppet av Hultsjön. Medelhöjden är 217 meter över havet och ytan är 15,03 kvadratkilometer. Räknas de 34 avrinningsområdena uppströms in blir den ackumulerade arean 293,03 kvadratkilometer. Ledingsån (Bruksån) som avvattnar avrinningsområdet har biflödesordning 3, vilket innebär att vattnet flödar genom totalt 3 vattendrag innan det når havet efter 87 kilometer. Avrinningsområdet består mestadels av skog (50 procent). Avrinningsområdet har 3,91 kvadratkilometer vattenytor vilket ger det en sjöprocent på 26 procent.